# Despotat de Morée
Pour les articles homonymes, voir Morée.
1349–1460
Entités précédentes :
- Empire byzantin

Entités suivantes :
- Empire ottoman

Le despotat de Morée (en grec ancien : Δεσποτᾶτον τοῦ Μορέως / Despotâton toû Moréōs) était une province de l'Empire byzantin, puis un État grec plus ou moins dépendant de cet Empire. État fondé au milieu du XIVe siècle dans la péninsule du Péloponnèse, ayant pour capitale la cité de Mistra près de l'ancienne Sparte. La taille de son territoire a varié au cours de son existence, mais a fini par inclure presque toute la péninsule.
Le territoire était généralement donné en apanage à un ou plusieurs fils de l’empereur byzantin contemporain, voire à un membre de la famille impériale à qui on donnait le titre de despote. Le terme de « despotat » est formé sur celui de despote (Δεσπότης). Son équivalent le plus proche est prince, un despotat correspondant donc à une principauté.
Le nom de « Morée » vient du grec Morea, mot d'étymologie incertaine, peut-être en rapport avec la ressemblance entre la carte du Péloponnèse et la feuille du mûrier (ou celle du platane).

## Histoire

### Fondation du despotat
Le despotat de Morée est fondé par l'empereur byzantin Jean VI Cantacuzène, arrivé au pouvoir en 1347 à la suite d'une longue guerre civile durant la régence de Jean V Paléologue, âgé alors d'une quinzaine d'années. L'Empire byzantin est profondément appauvri par des années de guerre, et le Péloponnèse, dans une situation déplorable, est handicapé par une administration défaillante. Afin de parer à ces problèmes, Jean VI décide de faire de ce territoire une sorte de principauté aux pouvoirs étendus capables de reprendre en main la direction d'un pays livré à l'anarchie et aux raids des Turcs et des Francs. C'est son fils Manuel Cantacuzène qui est nommé à la tête de la province à la fin de l'année 1349. Il parvient assez rapidement à rétablir l'ordre entre les différents aristocrates terriens locaux ainsi qu'à signer une paix avec les Francs. Il ne réussit toutefois pas à maintenir longtemps la situation, car après avoir essayé de lever des fonds pour la constitution d'une marine susceptible de contrer la piraterie des Turcs, Manuel doit affronter aussitôt une nouvelle révolte de l'aristocratie terrienne. Il lève aussitôt une petite armée de 300 hommes et parvient à disperser les rebelles sans devoir engager le moindre combat. Si certains se rendent, d'autres tentent de continuer la lutte sans réussite.
Avec la déposition de son père en 1355, remplacé par Jean V Paléologue, Manuel Cantacuzène doit faire face à la volonté du nouvel empereur d'éliminer des postes de pouvoir les membres de la famille Cantacuzène. Pour cela, il nomme Michel et André Asen comme gouverneurs de Mistra. Ces derniers parviennent rapidement à réunir autour d'eux les nobles mécontents de la politique de Manuel Cantacuzène qui ne peut compter que sur la fidélité de Monemvasie ou de Mistra. En s'appuyant sur ce bastion et avec l'aide de la république de Venise, Manuel Cantacuzène parvient à conserver son pouvoir. Il décide rapidement de défendre son territoire contre les attaques franques et turques pour favoriser son repeuplement. C'est ainsi qu'il fait venir un grand nombre d'Albanais en Morée pour servir comme soldats et paysans. C'est de cette époque que l'on peut dater le début de la colonisation du Péloponnèse par les Albanais.

### Relations entre le despotat et l'empire
La création du despotat de Morée en 1349 par Jean VI afin de confier le territoire à son fils Manuel a pour objectif premier de rétablir l'ordre dans la région. Toutefois, elle est symptomatique de l'esprit de division régnant au sein de l'Empire byzantin dont les dirigeants fragmentent l'empire en diverses possessions devenant l'apanage de membres de la famille impériale. Cette tendance décentralisatrice est à l'opposé du pouvoir central fort, symbole de l'autorité suprême de l'empereur lors des siècles précédents. La ville de Thessalonique et ses alentours deviennent aussi à la même époque le siège d'une province aux compétences de plus en plus étendues au point de devenir une forme de nouveau despotat après sa reprise en 1402 bien que le terme de despotat ne soit utilisé que pour la Morée au sein de l'Empire byzantin. Le titre de despote est une création de Manuel Ier Comnène. Il est réservé aux parents proches de l'empereur avant de devenir le titre que se donnent des dynasties indépendantes comme les Lascaris aux premiers de temps de l'empire de Nicée ou les dirigeants du despotat d'Épire.
Progressivement, le despotat de Morée s'affirme comme un territoire à l'organisation proche de celle de toute autre principauté indépendante. Il possède ainsi sa propre administration dans l'ensemble des domaines bien que l'empereur a toujours gardé la prééminence sur le despote. L'autonomie du despotat doit beaucoup à son isolement et au fait qu'avec la chute de Jean VI et le retour au pouvoir de Jean V, le despotat est dirigé par le membre d'une famille déchue par celle de la dynastie régnante (les Paléologue). Jusqu'en 1382/1383 et l'arrivée de Théodore Ier Paléologue à la tête du despotat, Manuel mène une politique extérieure indépendante et aucun document de Jean V ne semble avoir concerné la Morée. Le fait qu'à la mort de Manuel, Jean V décide de nommer Théodore Ier comme nouveau despote indique que le pouvoir principal de l'empereur sur le despotat est celui de nommer son dirigeant. C'est d'ailleurs ce pouvoir qui à l'origine de la division du despotat en 1427 lorsque Jean VIII divise le territoire en deux apanages, celui de Théodore II et celui de Constantin. En effet, il n'a jamais existé de règles de succession indiquant par exemple que c'est au fils aîné du despote régnant de prendre le pouvoir à la mort de celui-ci. Toutefois, en dehors de ce rôle de nomination, les derniers empereurs de Byzance se sont profondément intéressés à l'une de leurs dernières provinces. C'est le cas bien sûr de Constantin XI Paléologue qui, avant de devenir empereur, est l'un des despotes de Morée. Manuel II et Jean VIII sont aussi régulièrement intervenus dans les affaires du despotat. Ainsi, Manuel a impulsé la reconstruction de l'Hexamilion et a lutté contre les révoltes de l'aristocratie terrienne locale. En ce qui concerne les affaires diplomatiques, le despote de Morée peut traiter directement avec les puissances extérieures mais ces dernières font parfois appel à l'empereur dans leurs relations avec la Morée.
En plus de ce lien de suzeraineté avec Constantinople, il est parfois arrivé au despotat de se placer sous la protection de l'Empire ottoman bien avant la chute de Constantinople du fait de la trop grande faiblesse de l'Empire byzantin. Ainsi, à la fin du XIVe siècle et alors que Constantinople est devenue le vassal des Ottomans, Théodore cherche le soutien du sultan dans sa lutte pour la prise du pouvoir. Cette soumission permet au despote d'affermir un pouvoir encore très contesté par les forces locales mais aussi par les puissances extérieures. Cette forme de double vasselage (envers Constantinople et envers les Ottomans) perdure jusqu'à la défaite ottomane lors de la bataille d'Ankara en 1402, après laquelle les Byzantins jouissent pendant un certain temps d'une plus grande marge de manœuvre.
En définitive, les relations entre le despotat et l'empire sont caractérisées par une certaine complexité. Disposant parfois d'une très vaste autonomie, les despotes peuvent s'apparenter à des vassaux de l'empereur. Toutefois, du fait de la tradition byzantine, cette idée d'État vassal semble peu idoine dans le cas de la Morée. En effet, malgré sa décadence, sa division toujours plus croissante et sa difficulté à contrôler ses derniers territoires, l'Empire byzantin reste « un et indivisible ». Ainsi, les despotes de Morée n'ont jamais disposé de certains privilèges comme celui de battre leur propre monnaie ou d'édicter leurs propres lois. Le corpus juridique est resté jusqu'en 1460 le même que le droit byzantin, les despotes se contentant de faire appliquer ces lois. De même, il est théoriquement interdit au despote de disposer de son territoire comme il l'entend et donc de céder certaines régions ou villes à d'autres puissances. Si cette règle a parfois été contournée, des justifications peuvent être trouvées. Ainsi, la cession de Monemvasie à Pierre Grimani se fait alors que la ville est aux mains de nobles rebelles à l'autorité du despotat. La ville n'appartient donc plus dans les faits au despote. Enfin, il est nécessaire de rappeler qu'à l'approche de la chute de l'Empire byzantin, les pouvoirs du despote se sont accrus comme le montre l'accord de coopération militaire signé entre Démétrius Paléologue et Alphonse V d'Aragon et qui se rapproche d'un engagement de vassalité de la part de Démétrius. Si cet accord peut paraître surprenant, le contexte de conflit entre Démétrius et Thomas Paléologue combiné à l'encerclement de plus en plus fort de Constantinople par les Ottomans permettent de mieux l'appréhender. À l'image de l'accord entre Théodore et les Ottomans à la fin du XIVe siècle, Démétrius cherche un allié militaire susceptible de le soutenir efficacement, rôle que ne peut plus remplir l'Empire byzantin.

### L'Empire et les Hospitaliers
Quant à la cession de Corinthe aux Hospitaliers de l'ordre de Saint-Jean de Jérusalem, elle est approuvée par l'empereur et dictée par la nécessité de parer à toute menace d'une invasion turque.

## Institutions

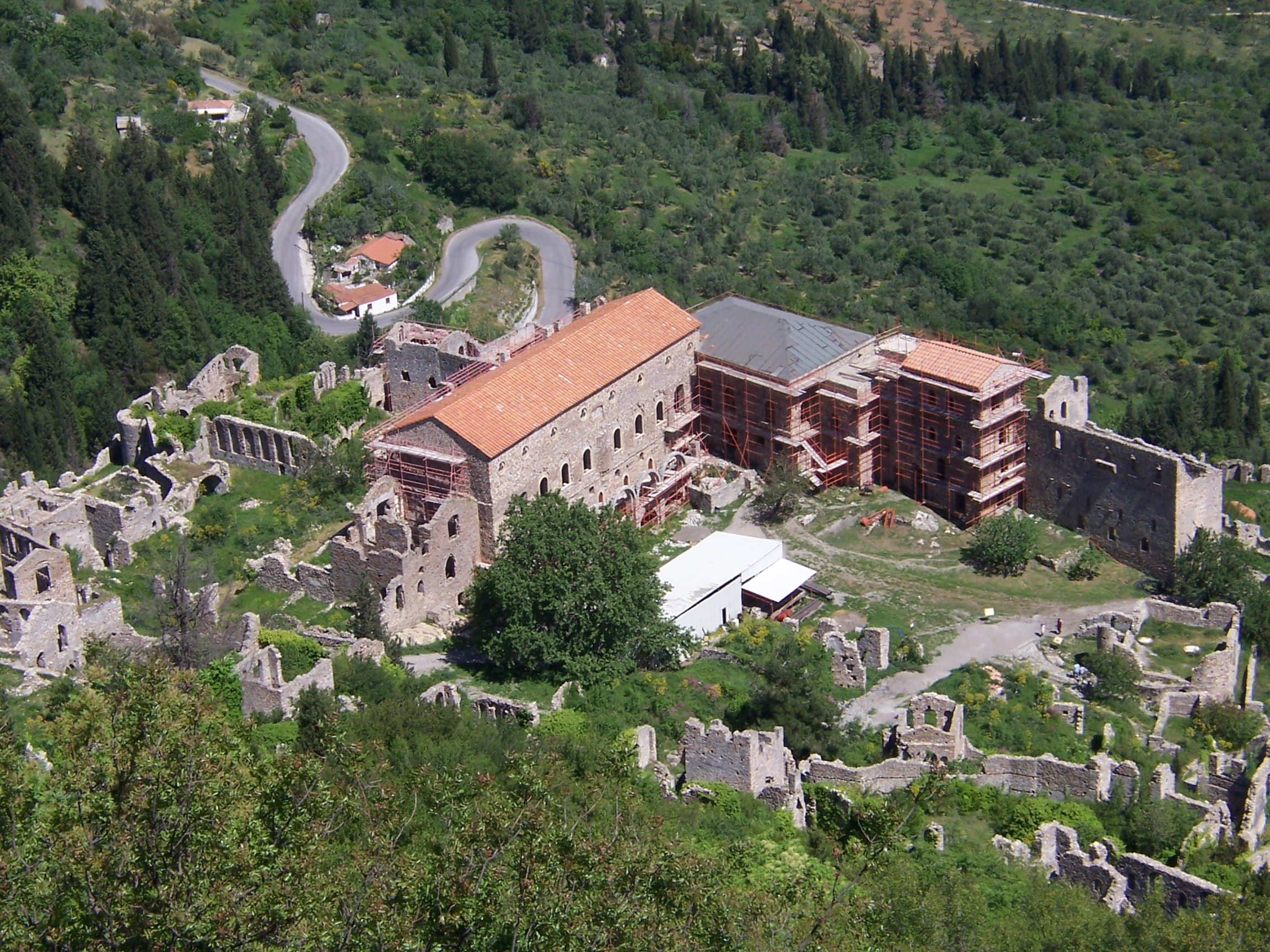
Le palais de Mistra en restauration

### Gouvernement
Le despote est l'autorité suprême régissant l'ensemble des services administratifs, l'armée et la justice du despotat. Il est entouré de fonctionnaires bénéficiant de titres impériaux conférés par Constantinople. Toutefois, il n'est pas certain qu'il ait existé d'institutions propres disposant d'un pouvoir ou d'une influence aux côtés du despote comme pouvait l'avoir le Sénat byzantin. Un Sénat est bien mentionné dans un texte d'Isidore de Monemvasia mais il est possible que ne soit nommé ainsi qu'un simple corps de conseillers. Parmi les limitations aux pouvoirs du despote, on peut citer les nombreuses révoltes populaires que Zakythinos apparente à des tendances démocratiques par lesquelles le peuple rappelle à son dirigeant qu'il doit respecter certains principes. Toutefois, la population ne se réunit pas au sein d'associations comme dans d'autres villes de l'Empire byzantin. En plus de la population, l'Église bénéficie d'une influence certaine sur la vie du despotat sans avoir là encore de rôle clairement défini dans des textes.
En ce qui concerne l'entourage proche du despote, il est le plus souvent issu de l'administration, de l'armée ou de la noblesse de cour plus que de la noblesse terrienne à l'origine de nombreuses contestations. Ainsi, il a existé durant la majeure partie de l'histoire du despotat une distinction entre ces deux noblesses. Le gouvernement du territoire est exercé de façon très centralisée et le pouvoir est aux mains de quelques proches du despote. De fait, la titulature byzantine particulièrement complexe voit de nombreuses fonctions perdre de leur signification et devenir purement honorifique. En général, le titre de protostrator est réservé aux fonctionnaires les plus proches du despote. Il peut s'apparenter au titre de maréchal français. Au sein de l'Empire byzantin, le protostrator est un poste important de l'armée puisqu'il dirige l'avant-garde et la cavalerie légère. L'influence latine sur le titre de protostrator a contribué à ce que ses porteurs la considère comme héréditaire à l'image de la famille des Francopoulos. En plus du protostrator, les personnages importants du despotat sont souvent investis du titre de grand stratopédarque désignant à l'origine le préposé à l'armement et au ravitaillement de l'armée. Il est à souligner le fait que ces fonctionnaires servent parfois le despotat et l'empire simultanément notamment dans leurs missions d'ambassadeurs. Enfin, lors des dernières décennies du despotat, la fonction de mésazon (μεσάζων) se rapproche de plus en plus de celle d'un premier ministre.
En ce qui concerne l'administration locale, elle est détenue par des fonctionnaires nommés par le despote et dont la circonscription recouvre le plus souvent une ville et ses alentours. Pour les villes de moindre importance, c'est le chef de la garnison qui est chargé de l'administration civile. Les fonctionnaires nommés par le despote détiennent les pouvoirs civils et militaires à l'image des stratèges de l'Empire byzantin. Ils possèdent aussi une fonction judiciaire et ont un rôle de superviseur de l'administration financière locale. Certains de ces gouverneurs locaux sont directement issus de la famille du despote et possèdent donc une grande influence politique. Enfin, la ville de Monemvasia fait figure de cas à part car elle bénéficie dès le règne de Michel VIII Paléologue d'une franchise exemptant ses habitants du paiement de taxes sur les transactions commerciales et sur leurs biens. Les despotes de Morée perpétuent cette tradition pour éviter d'avoir à s'aliéner la population d'une ville à l'importance stratégique indéniable. Ainsi, une bulle promulguée par Théodore Ier Paléologue ou Théodore II Paléologue après la brève occupation ottomane de la ville en 1394 liste un grand nombre de privilèges accordés aux habitants de Monemvasie (libérés de toute corvée ou obligation militaire par exemple). D'autres cités de Morée ont bénéficié d'avantages divers mais la documentation à ce sujet est beaucoup moins fournie que pour Monemvasie.

### Armée
À l'image de l'Empire byzantin, l'armée est un élément majeur de l'histoire du despotat qui doit lutter contre de nombreux adversaires qu'ils soient Francs, Ottomans ou encore Italiens. Lors des premières années suivant la reconquête d'une partie du Péloponnèse par Michel VIII Paléologue, les corps expéditionnaires byzantins sont composés principalement de mercenaires. Il en est ainsi de l'armée de Constantin Paléologue par exemple. Toutefois, face à l'enlisement du conflit contre la principauté d'Achaïe, le recrutement devient de plus en plus local. Dès 1320, une chronique parle d'une armée locale de 36 000 hommes. Si ce nombre est grossièrement exagéré, il atteste l'existence d'une armée propre au despotat. Toutefois, le tournant intervient en 1355 avec la déposition de Jean VI Cantacuzène après une longue guerre civile. Les liens entre l'Empire byzantin et le Péloponnèse se trouvent dès lors considérablement amoindris jusqu'aux années 1380 car Manuel Cantacuzène, le fils de Jean VI, parvient à conserver le contrôle de la province. Or, à cette date, l'Empire byzantin est devenu trop faible pour parvenir à assurer la défense de la province de Morée, contraignant celle-ci à se défendre par elle-même. Ainsi, Théodore Ier doit prendre de lui-même le contrôle de la péninsule et fait appel pour cela à l'aide des Turcs. En plus de cet isolement de plus en plus grand, la colonisation albanaise est un autre facteur favorisant l'entretien d'une armée locale. En effet, les Albanais deviennent des recrues idéales qui permettent à Théodore de mater la résistance de l'aristocratie et de combattre les Francs d'Achaïe. Il est difficile d'évaluer les effectifs de l'armée de Théodore mais selon Nicolas de Martoni, un Italien de passage dans la région en 1394-1395, il semble qu'elle ait été forte de 20 000 hommes lors du siège de Corinthe. En 1437, un auteur inconnu affirme que le despotat de Morée peut lever une armée de 50 000 cavaliers sans parler de l'infanterie. Jean Torzelo parle d'une armée de 15 000 hommes en 1439 et Doukas porte ce chiffre à 60 000 quand il décrit la défense de l'isthme de Corinthe. Quant au mode de fonctionnement de cette armée, il est incertain mais il est fort probable qu'il repose sur le vasselage, chaque domaine fournissant ses soldats.
Le désavantage de ce système réside dans l'absence de toute armée permanente, trop chère à entretenir. Cet aspect est vigoureusement dénoncé par Gémiste Pléthon. Il défend l'idée d'une milice grecque régulière. Pour en revenir à l'armée du despotat, Zakythinos défend la thèse d'une armée à l'organisation rudimentaire et ne parvenant pas à se dégager du poids de traditions surannées. Le despote de Morée est le commandant suprême de l'armée et dirige parfois celle-ci comme Constantin lors de la défense de l'Hexamilion contre les Turcs en 1446. Lors des rares fois où l'empereur se rend en Morée, il dirige naturellement l'armée. En matière de stratégie, les dirigeants du despotat se bornent à barrer l'isthme de Corinthe pour isoler le Péloponnèse des forces turques. Le premier à remettre à l'ordre du jour l'entretien de l'Hexamilion est Théodore Ier mais il faut attendre 1415 pour que le rempart long de plus de 7 kilomètres soit reconstruit.
L'érection de cette fortification apparaît comme nécessaire dans la perspective de la création d'un réduit grec contre l'envahisseur ottoman. Toutefois, dès 1423, les Ottomans détruisent l'Hexamilion et il faut attendre 1443 pour que Constantin le remette en état pour une période de trois ans, date à laquelle il est de nouveau détruit. L'inefficacité apparente de cette construction tient aux insuffisances de l'armée moréote qui semble complètement absente lors de la première destruction du rempart par les Ottomans en 1423. En 1446, une trahison des Albanais serait à l'origine de la victoire ottomane.
En ce qui concerne la marine du despotat, elle est, à l'image de la marine byzantine, quasiment inexistante. Seuls deux évènements mentionnent cette marine. Tout d'abord, Manuel Cantacuzène a tenté de construire une marine susceptible de protéger le littoral contre les pirates turcs. Toutefois, exigeant une importante contribution financière de la population, celle-ci se révolte et manque de peu de renverser Manuel. Le deuxième évènement est la bataille des îles Échinades en 1427 entre l'Empire byzantin et Carlo Ier Tocco. Ce dernier, menaçant le despotat, doit faire face au siège de sa capitale Glaréntza par l'empereur Jean VIII Paléologue venu en personne. À cette occasion, la flotte de Tocco est défaite par la flotte grecque dirigée par Léontarios.

## Chronologie
En 1354, les Ottomans prennent Gallipoli ; les Balkans sont progressivement occupés. L'Empire est réduit à quelques territoires éparses, comprenant Constantinople, Thessalonique, la Morée, et quelques îles ou cités disséminées.
En 1395, les Byzantins sont battus par les Ottomans en Morée, mais, en 1402, les Mongols de Tamerlan écrasent les Ottomans à Ancyre.
En 1403, les Turcs signent un traité avec l'empereur byzantin Manuel II Paléologue. Thessalonique et de nombreuses autres villes, îles, ou forteresses retournent aux Byzantins.
En 1427, la Morée est réorganisée en trois despotats basés à Mistra, à Glaréntza, et à Kalávryta.
En 1428, le Monastère de la Pantanassa est construit à Mistra, par Jean Frangopoulos, sous le despotat de Théodore II Paléologue.
Entre 1429 et 1430, le despotat de Morée défait et annexe les derniers territoires de la principauté franque d'Achaïe.
En 1444, les Byzantins moréotes prennent Athènes, Thèbes, et la Béotie (Duché franc d'Athènes). Les Hongrois et les Polonais sont écrasés par les Turcs Ottomans à la bataille de Varna.
En décembre 1446, le sultan Mourad II fait ouvrir une brèche sur le mur de l'Hexamilion, incendie Corinthe puis envahit le Péloponnèse. Après la dévastation de Patras, les despotes acceptent d'être tributaires de la Porte.
En mai 1453, les Ottomans capturent Constantinople. Le dernier empereur byzantin, Constantin XI Paléologue Dragasès, est tué dans les combats de rues. L'Empire byzantin disparaît, excepté pour l’empire de Trébizonde et le despotat de Morée.
Entre 1458 et 1460, les Ottomans conquièrent le despotat de Morée. Les deux derniers codespotes, Démétrios et Thomas, s'exilent, l'un à Constantinople, l'autre en Italie.

## Despotes de Morée
- 1349-1380 : Manuel Cantacuzène
- 1380-1383 : Mathieu Cantacuzène (Mathieu empereur byzantin 1353-1357), frère du précédent
- 1383 : Demetrios Ier Cantacuzène, fils du précédent
- 1383-1407 : Théodore Ier Paléologue, nouvelle dynastie
- 1407-1443 : Théodore II Paléologue, neveu du précédent
- 1443-1448 : Constantin Paléologue (Constantin XI empereur byzantin 1449-1453), frère du précédent
- 1448-1460 : Demetrios II Paléologue & Thomas Paléologue, co-despotes, tous deux frères du précédent